# Senayan (Poto Tano)
Senayan is een bestuurslaag in het regentschap Sumbawa Barat van de provincie West-Nusa Tenggara, Indonesië. Senayan telt 1249 inwoners (volkstelling 2010).